# Thismia clandestina
Thismia clandestina là một loài thực vật có hoa trong họ Burmanniaceae. Loài này được (Blume) Miq. miêu tả khoa học đầu tiên năm 1859.